# Guerre polono-ottomane (1485-1503)
Batailles
La guerre polono-turque de 1485-1503 est un conflit prolongé, ou plutôt une série de conflits, opposant le royaume de Pologne et l'Empire ottoman, ainsi que leurs alliés respectifs. Le conflit a officiellement duré dix-huit ans, mais au cours de cette période, les hostilités ont cessé à plusieurs reprises grâce à des traités temporaires signés entre les belligérants.
Dans cette guerre, le Royaume de Pologne est soutenu par ses fiefs et vassaux, le Duché de Mazovie et l'État de l'Ordre Teutonique, ainsi que par le Grand-Duché de Lituanie. L'Empire ottoman, quant à lui, est allié au Khanat de Crimée, ainsi qu'à la Principauté de Moldavie pendant la campagne de Moldavie de 1497-1499.
Pendant la majeure partie du XVe siècle, la Moldavie était un vassal de la Pologne, mais d'autres États, notamment le Royaume de Hongrie, l'Empire ottoman et le Khanat de Crimée, lui disputaient cette souveraineté. Après la chute de Constantinople (1453), les Ottomans dirigèrent leur expansion vers le nord, en direction du bas Danube et au-delà du fleuve, menaçant directement la Pologne.

## Déclenchement de guerre

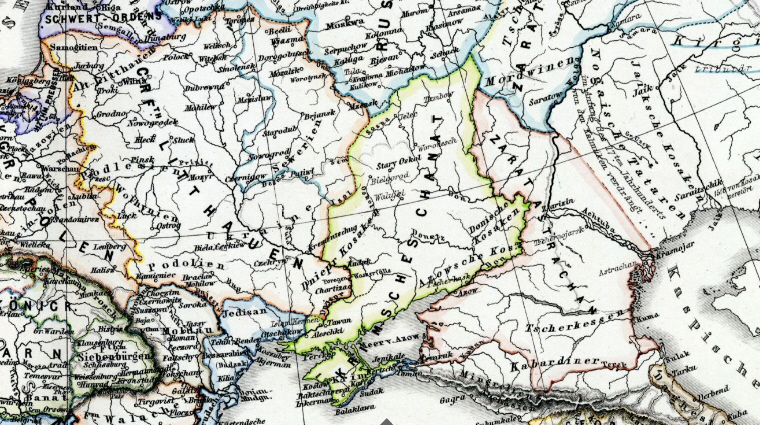
La Pologne, la Lituanie, la Moldavie, le khanat de Crimée et l'Empire ottoman au début du XVIe siècle.

En 1485, les Ottomans s'emparent des ports moldaves de la Mer Noire, Akkerman et Kilia, cela qui a grandement affecté le commerce oriental de la Pologne. Le roi promit de l'aide et fit appel à la levée de masse, à l'armée royale et aux mercenaires. En novembre 1485, les Polonais commandés par Jan Karnkowski (en) entrent en Moldavie et vainquent les forces tatares. Le roi Jean Ier Albert lui-même prépare un raid anti-ottoman en 1487 mais doit changer ses plans et envoie finalement ses forces combattre les Tatars, alliés aux Ottomans. Le 8 septembre 1487 a lieu la bataille de Kopystrzyń, en Podolie, au cours de laquelle les Tatars sont vaincus.
Le 23 mars 1489, une trêve de deux ans est signée entre la Pologne et le sultan ottoman Bayézid II. Par ce document, Casimir IV de Pologne reconnaissait la possession de Kilia et d'Akkerman par les Ottomans, une violation de sa suzeraineté sur la Moldavie, ce qui a conduit Étienne III de Moldavie à renoncer à la Pologne et à rechercher la suzeraineté ottomane. Le 25 janvier 1491 eut lieu la Bataille de Zasław, en Volhynie, au cours de laquelle les forces polonaises détruisirent un raid tatar.
En 1494, le roi Jean Ier Albert prépare un nouveau raid, malgré une trêve de trois ans signée le 6 avril de la même année. Étienne III refuse de se joindre à l'effort polonais, craignant que la Moldavie ne devienne le champ de bataille entre les Ottomans et les Polonais. Il cherche alors à obtenir l'assurance d'un soutien ottoman si les Polonais envahissaient la Moldavie. Il a fallu trois ans à la Pologne pour achever ses préparatifs. Son armée était composée de forces de la Couronne polonaise, aidées par un certain nombre de mercenaires étrangers, de 400 chevaliers teutoniques sous le commandement du Grand Maître Johann von Tiefen et d'une unité de 600 hommes venus de Mazovie. Au total, l'armée polonaise comptait environ 40 000 hommes et 200 canons.
Craignant une alliance entre la Moldavie, la Moscovie et les Ottomans, les Polonais cherchèrent à lancer une attaque préventive pour capturer la Moldavie ; les nobles de Petite-Pologne, en particulier les Ruthènes polonais, exigeaient la guerre pour éliminer la menace des raids tatars et pour s'emparer de l'accès au commerce oriental. Les unités polonaises de la levée de masse se rassemblèrent en mai-juin 1497 en Podolie et, début août, l'armée traversa le Dniestr et entra en Moldavie.
En 1497 débute la campagne de Moldavie. Le 24 septembre, les Polonais assiègent Suceava — sans succès —  et le 19 octobre, ils commencent à se retirer. Une semaine plus tard, le 26 octobre, les Polonais sont vaincus lors de la bataille de la forêt de Cosmin. La campagne se termine en 1499 par une victoire moldave.
Le raid polonais incite les Ottomans et les Tatars, avec l'aide d'Étienne de Moldavie, à envahir le sud-est de la Pologne. Après avoir traversé le Dniestr au printemps 1498, les envahisseurs saccagent la Ruthénie rouge, capturant jusqu'à cent mille personnes et atteignant jusqu'à Przeworsk. Au cours de l'été, les Tatars envahissent de nouveau la Pologne, principalement la Podolie et la Volhynie.
Après la bataille de la forêt de Cosmin, Jean Ier Albert retourne précipitamment en Pologne (subissant une autre défaite majeure en chemin où 5 000 soldats polonais sont tués en Bucovine) et fait construire la Barbacane de Cracovie, craignant une attaque de l'Empire ottoman après ses défaites successives. Les murs de Cracovie ont été renforcés et des fortifications supplémentaires ont été construites pour défendre la ville en cas d'invasion turque[réf. incomplète].

## La trêve
Le 13 juillet 1498, Jean Ier Albert signe un traité avec le Royaume de Hongrie dans lequel les deux parties acceptent de coopérer contre les Ottomans. Le 15 août 1499, Étienne III accepte la trêve et le 9 octobre 1503, le roi Alexandre Ier Jagellon signa un traité de paix de cinq ans avec le sultan Bayézid II.